# Effectif actuel des Blackhawks de Chicago
| No    | Nom                 | Nat. | Position      | Arrivée                         | Salaire        |
| ----- | ------------------- | ---- | ------------- | ------------------------------- | -------------- |
| +032, | Alex Stalock        |      | Gardien       | 2022 - Agent libre              | +00750 000, $  |
| +034, | Petr Mrázek         |      | Gardien       | 2022 - Maple Leafs de Toronto   | +03 800 000, $ |
| +040, | Arvid Söderblom     |      | Gardien       | 2021 - Agent libre              | +00883 750, $  |
| +004, | Seth Jones – A      |      | Défenseur     | 2021 - Blue Jackets de Columbus | +09 500 000, $ |
| +005, | Connor Murphy – A   |      | Défenseur     | 2017 - Coyotes de l'Arizona     | +03 850 000, $ |
| +006, | Jake McCabe – A     |      | Défenseur     | 2021 - Agent libre              | +04 000 000, $ |
| +008, | Jack Johnson        |      | Défenseur     | 2022 - Agent libre              | +00950 000, $  |
| +025, | Jarred Tinordi      |      | Défenseur     | 2022 - Ballottage               | +00900 000, $  |
| +048, | Filip Roos          |      | Défenseur     | 2022 - Agent libre              | +00925 000, $  |
| +075, | Alec Regula         |      | Défenseur     | 2019 - Red Wings de Détroit     | +00866 667, $  |
| +082, | Caleb Jones         |      | Défenseur     | 2021 - Oilers d'Edmonton        | +01 350 000, $ |
| +011, | Taylor Raddysh      |      | Ailier droit  | 2022 - Lightning de Tampa Bay   | +00758 333, $  |
| +013, | Max Domi            |      | Centre        | 2022 - Agent libre              | +03 000 000, $ |
| +014, | Boris Katchouk      |      | Ailier gauche | 2022 - Lightning de Tampa Bay   | +00758 333, $  |
| +016, | Jujhar Khaira       |      | Ailier gauche | 2021 - Agent libre              | +00975 000, $  |
| +017, | Jason Dickinson     |      | Centre        | 2022 - Canucks de Vancouver     | +02 650 000, $ |
| +019, | Jonathan Toews – C  |      | Centre        | 2006 - Repêchage                | +10 500 000, $ |
| +023, | Philipp Kurashev    |      | Centre        | 2018 - Repêchage                | +00750 000, $  |
| +024, | Sam Lafferty        |      | Centre        | 2022 - Penguins de Pittsburgh   | +01 150 000, $ |
| +043, | Colin Blackwell     |      | Centre        | 2022 - Agent libre              | +01 200 000, $ |
| +052, | Reese Johnson       |      | Centre        | 2019 - Agent libre              | +00800 000, $  |
| +058, | MacKenzie Entwistle |      | Ailier droit  | 2018 - Coyotes de l'Arizona     | +00800 000, $  |
| +088, | Patrick Kane – A    |      | Ailier droit  | 2007 - Repêchage                | +10 500 000, $ |
| +089, | Andreas Athanasiou  |      | Centre        | 2022 - Agent libre              | +03 000 000, $ |
| +090, | Tyler Johnson       |      | Centre        | 2021 - Lightning de Tampa Bay   | +05 000 000, $ |